# Jesse Bosch
Jesse Bosch (De Lutte, 1 februari 2000) is een Nederlands voetballer die als middenvelder speelt. Hij verruilde in de zomer van 2022 FC Twente voor Willem II.

## Carrière

### FC Twente
Jesse Bosch speelde als jeugdspeler voor SV De Lutte en de voetbalacademie FC Twente. Op 26 mei 2018 speelde hij een wedstrijd voor Jong FC Twente in de Derde divisie Zaterdag, een 1-3 overwinning tegen ODIN '59. Hierna werd Jong FC Twente uit de voetbalpiramide gehaald, en speelde Bosch voor dit team in de Beloften Eredivisie. In 2019 werd hij officieel overgeheveld van de -19-selectie naar Jong FC Twente.
In het seizoen 2019/20 maakte hij geregeld deel uit van de wedstrijdselectie van het eerste elftal van FC Twente. Hij debuteerde op 30 oktober 2019, in een met 0-2 gewonnen bekerwedstrijd tegen De Treffers. Bosch kwam in de 63e minuut in het veld voor Lindon Selahi. Tijdens een trainingskamp in de winterstop maakte hij een goede indruk op trainer Gonzalo García García, die hem in de eerstvolgende wedstrijd, thuis tegen FC Groningen op 18 januari 2020, een basisplaats gaf. Hij zou daarna nog in drie wedstrijden meedoen.
In het seizoen 2020/21 begon hij trainer Ron Jans als basisspeler aan het nieuwe seizoen. Hij kreeg in de seizoensopener tegen Fortuna Sittard meteen een penalty, die door Danilo werd binnengeschoten voor de 2-0. Op 9 januari 2021 was hij tegen FC Emmen goed voor zijn eerste doelpunt voor FC Twente. Hij speelde in 32 van de 34 wedstrijden dat seizoen mee. Zijn derde seizoen bij Twente begon hij als basisspeler, maar langzaam werd hij ook steeds vaker wisselspeler. Hij speelde in 26 competitiewedstrijden mee en kwam tot 66 wedstrijden in totaal, waarin hij drie keer scoorde.

### Willem II
In de zomer van 2022 tekende Bosch een contract bij Willem II, dat net gedegradeerd was uit de Eredivisie. Op 5 augustus maakte hij tegen Jong PSV zijn debuut voor de club. Op 7 oktober was hij tegen FC Den Bosch goed voor zijn eerste doelpunt voor Willem II. In zijn eerste seizoen eindigde Willem II vierde en verloor het in de eerste ronde van de play-offs van VVV-Venlo. Hij kwam zelfs tot vier goals en vier assists in 34 wedstrijden. In zijn tweede seizoen kwam Bosch tot zes goals en vier assists, terwijl Willem II kampioen van de Eerste Divisie werd. 

## Statistieken
| Seizoen                     | Club           | Competitie     | Competitie | Competitie | Beker | Beker | Overig | Overig | Totaal | Totaal |
| Seizoen                     | Club           | Competitie     | Wed.       | Dlp.       | Wed.  | Dlp.  | Wed.   | Dlp.   | Wed.   | Dlp.   |
| --------------------------- | -------------- | -------------- | ---------- | ---------- | ----- | ----- | ------ | ------ | ------ | ------ |
| 2019/20                     | FC Twente      | Eredivisie     | 4          | 0          | 1     | 0     | –      | –      | 5      | 0      |
| 2020/21                     | FC Twente      | Eredivisie     | 32         | 2          | 0     | 0     | –      | –      | 32     | 2      |
| 2021/22                     | FC Twente      | Eredivisie     | 26         | 1          | 3     | 0     | –      | –      | 29     | 1      |
| 2022/23                     | Willem II      | Eerste Divisie | 31         | 3          | 1     | 0     | 2      | 1      | 34     | 4      |
| 2023/24                     | Willem II      | Eerste Divisie | 36         | 5          | 2     | 1     | –      | –      | 38     | 6      |
| 2024/25                     | Willem II      | Eredivisie     | 33         | 6          | 1     | 0     | 4      | 0      | 38     | 6      |
| Carrièretotaal              | Carrièretotaal | Carrièretotaal | 162        | 17         | 8     | 1     | 6      | 1      | 176    | 19     |
| Bijgewerkt t/m 24 juli 2025 |                |                |            |            |       |       |        |        |        |        |